# F1 2017
F1 2017 – komputerowa gra wyścigowa o tematyce Formuły 1, wyprodukowana przez brytyjskie studio Codemasters. Gra została wydana 25 sierpnia 2017 roku na platformy PC, PlayStation 4 oraz Xbox One.

## Rozgrywka
F1 2017 zawiera bolidy i kierowców z sezonu 2017 i dwanaście bolidów z poprzednich sezonów, są to między innymi Williams FW18 z 1996, Ferrari F2002 z 2002 i Red Bull RB6 z 2010. McLaren MP4/4 z 1988 dostępny jest w ramach dodatku dostępnego w specjalnej edycji gry. Bolidy z poprzednich lat Codemasters umieściło wcześniej w F1 2013. W grze zaimplementowano 20 torów wyścigowych, na których odbywały się mistrzostwa Formuły 1 w sezonie 2017. Dodatkowo zamieszczono dodatkowe, krótsze konfiguracje dla czterech spośród tych torów (Bahrain International Circuit, Circuit of the Americas, Silverstone Circuit i Suzuka International Racing Course). F1 2017 oferuje także możliwość jazdy po torze Circuit de Monaco w nocy. W grze dostępne są również kobiety – kierowcy.
Tryb próby czasowej umożliwia rywalizację w samochodach z sezonu 2017 oraz dwunastu samochodach z poprzednich lat, w mokrych i suchych warunkach pogodowych. W trybie kariery gracz może rozgrywać mistrzostwa. Tryb indywidualnych mistrzostw umożliwia rozegranie mistrzostw na wybranych torach. Gra oferuje także tryb pojedynczego wyścigu.

## Formula One eSports Series
Gra została wykorzystana do przeprowadzenia wirtualnych mistrzostw świata Formula One eSports Series, organizowanych przez Formułę 1 przy współpracy Codemasters i Gfinity.

## Produkcja i wydanie
Gra została zapowiedziana 17 maja 2017 roku, ujawniono wtedy pierwsze szczegóły na temat gry oraz zwiastun. 25 sierpnia produkcja Codemasters została wydana na platformy PC, PlayStation 4 oraz Xbox One. Wersja na system operacyjny macOS została wyprodukowana i wydana przez Feral Interactive. F1 2017 była promowana hasłem reklamowym „Twórz historię”. Gra została wydana w dziesięciu wersjach językowych, między innymi angielskiej i polskiej. Do gry zostało wydanych kilka aktualizacji.

## Odbiór
F1 2017 zajęła pierwsze miejsce na liście sprzedaży gier na konsolę PlayStation 4 w Wielkiej Brytanii oraz zajęła piąte miejsce na liście sprzedaży gier na platformę Steam. Gra została zarekomendowana przez serwis Eurogamer.